# 阿涅尔莱第戎
阿涅尔莱第戎（法語：Asnières-lès-Dijon，法語發音：[anjɛʁ lɛ diʒɔ̃]，意为“第戎附近的阿涅尔”）是法国科多尔省的一个市镇，位于该省东部，属于第戎区。

## 地理
阿涅尔莱第戎（47°23'6"N, 5°2'41"E）面积4.55 平方千米，位于法国勃艮第-弗朗什-孔泰大區科多尔省，该省份为法国中东部省份，北起奥布省，西接涅夫勒省和约讷省，南至索恩-卢瓦尔省，东南接汝拉省，东临上索恩省，东北部与上马恩省接壤。
与阿涅尔莱第戎接壤的市镇（或旧市镇、城区）包括：诺尔日城、阿于、贝勒丰、第戎、梅西尼和旺图。
阿涅尔莱第戎的时区为UTC+01:00、UTC+02:00（夏令时）。

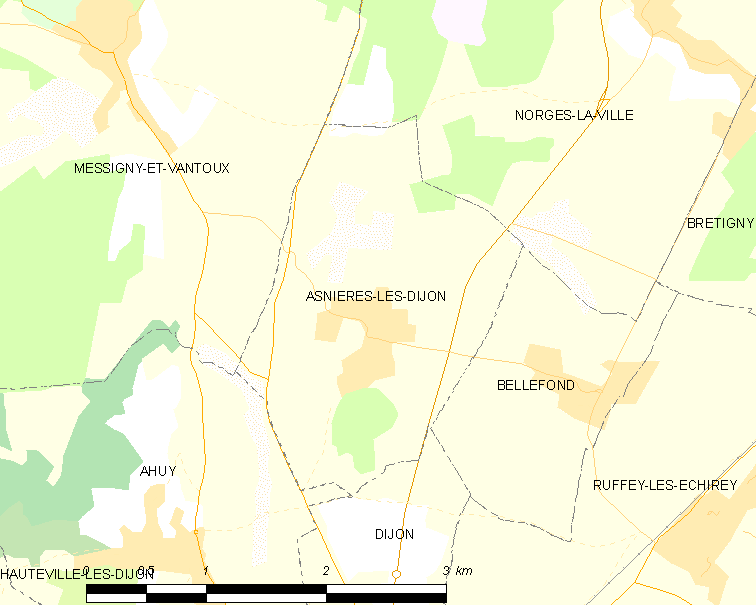
阿涅尔莱第戎的OSM定位图

## 行政
阿涅尔莱第戎的邮政编码为21380，INSEE市镇编码为21027。

## 政治
阿涅尔莱第戎所属的省级选区为方丹莱第戎县。

## 交通
科多尔省省道D104线经过镇中心，省道D903线和D904线分别经过境内东西两侧。

## 人口

1962-2008年间阿涅尔莱第戎人口变化图示

阿涅尔莱第戎于2022年1月1日时的人口数量为1320人。